# Ясмин (британская певица)
Ясмин Зарин Шахмир (англ. Yasmin Zarine Shahmir), наиболее известная мононимно как Ясмин (англ. Yasmin); род. 21 декабря 1988) — британский диджей, певица и автор песен. Начала свою карьеру осенью 2010 года, подписав контракт с лейблом Levels Entertainment, после выступления в Ministry of Sound. Появилась на сингле рэпера Девлина «Runaway». 30 января 2011 года был выпущен дебютный сольный сингл певицы «On My Own».

## Карьера

### Ранняя жизнь
Шахмир родилась в Манчестере, в Англии от иранского отца и английской матери. Позже перебралась из Манчестера в Килмакольм, неподалёку от Глазго, в Шотландии. Начала делать первые шаги в карьере в семнадцать лет, когда окончив университет приехала в Лондон, где стала заниматься диджеингом. Вскоре на Шахмир обратили внимание и она стала выступать с такими группами и исполнителями как, N.E.R.D, Pob и Тайо Крус.

### Прорыв (2009—настоящее)
В течение всего 2010 года Ясмин сопровождала рэпера Example во время его тура по Великобритании, наряду с Девлином и Эдом Шираном. Затем Ясмин приняла участие в записи сингла Девлина «Runaway», где исполнила вокальные и хоровые партии. Сингл был выпущен в Великобритании 24 октября 2010 года и достиг 15 места в UK Singles Chart, 18 места в Шотландии и 48 места в Континентальной Европе.
После успеха сингла Ясмин подписала контракт с лейблом Levels Entertainment. 30 января 2011 года лейблом Ministry of Sound был выпущен дебютный сольный сингл певицы «On My Own», который достиг 39 места в UK Singles Chart. 8 мая 2011 года был выпущен второй сольный сингл «Finish Line», который был спродюсирован Labrinth
22 июля 2011 года певица представила свой новый сингл «Light Up (The World)», который она исполнила вместе с Ms Dynamite на фестивале The Wickerman Festival в Шотландии.
Выступала на разогреве у Элли Голдинг во время тура-поддержки её альбома Halcyon. Также участвовала в записи сингла дуэта Gorgon City «Real», вошедшего в их дебютный альбом Sirens (2014). Позже сотрудничала с группой Major Lazer, с фронтменом Bloc Party Келе Окереке и с хаус-исполнителем Friend Within.

## Дискография

### Синглы
| «On My Own»                                                                  | 2011 | 39 | 6 | —  | N/A |
| «Finish Line»                                                                | 2011 | 13 | 1 | 16 | N/A |
| «Light Up (The World)» (featuring Shy FX and Ms. Dynamite)                   | 2012 | 50 | 6 | —  | N/A |
| «—» означает, что сингл не попал в чарты или не был выпущен в другой стране. |      |    |   |    |     |

### В качестве приглашённого артиста
| «Runaway» (Devlin featuring Yasmin)                                          | 2010 | 15 | —  | 18 | Bud, Sweat and Beers |
| «Young Guns» (Lewi White featuring Ed Sheeran, Devlin, Griminal and Yasmin)  | 2011 | 86 | —  | —  | Неальбомный сингл    |
| «Real» (Gorgon City featuring Yasmin)                                        | 2013 | 44 | 49 | —  | Sirens               |
| «True» (Drums of Death featuring Yasmin)                                     | 2013 | —  | —  | —  | True                 |
| «One Night Only» (Krystal Klear featuring Yasmin)                            | 2014 | —  | —  | —  | Неальбомный сингл    |
| «Circles» (GRMM featuring Yasmin)                                            | 2014 | —  | —  | —  | Неальбомный сингл    |
| «—» означает, что сингл не попал в чарты или не был выпущен в другой стране. |      |    |    |    |                      |

### Прочие появления
| Год  | Песня                                                                                     | Альбом                                          | Лейбл                    |
| ---- | ----------------------------------------------------------------------------------------- | ----------------------------------------------- | ------------------------ |
| 2012 | «Paper Princess» (Mikill Pane featuring Yasmin)                                           | You Guest It EP                                 | SB.TV                    |
| 2012 | «Incredible» (David Stewart featuring Yasmin)                                             | Late Night Viewing                              | SB.TV                    |
| 2013 | «You’re No Good» (Major Lazer featuring Santigold, Vybz Kartel, Danielle Haim and Yasmin) | Free the Universe                               | Mad Decent               |
| 2013 | «Feeling (So Special)» (Karma Kid and Friend Within featuring Yasmin)                     | Red Bull Studios Presents: Monki and Friends EP | Red Bull                 |
| 2014 | «LiT» (Flatbush Zombies featuring Yasmin)                                                 | It’s All a Matter of Perspective EP             | Electric KoolAde Records |
| 2014 | «Ride» (Topaz Jones featuring Yasmin)                                                     | Неальбомный сингл                               | Выпущен самостоятельно   |
| 2014 | «First Impressions» (Kele featuring Yasmin)                                               | Trick                                           | Lilac Records            |
| 2014 | «Say My Name» (Huxley featuring Yasmin)                                                   | Blurred                                         | Aus Music                |
| 2023 | «Chill out man» (Laid Back guest vocal Yasmin)                                            | Road to fame                                    | Brother Music            |